# Llista de flors comestibles
Aquesta és una llista de flors comestibles .
| Nom científic              | Aroma               | Color                 | Nom vulgar              |
| -------------------------- | ------------------- | --------------------- | ----------------------- |
| Abelmoschus esculentus     | Vegetal             | Groc                  | Ocra                    |
| Anthriscus cerefolium      | Herbal              | Blanc                 | Cerfull                 |
| Asparagus officinalis      | Vegetal             | Verd                  | Espàrec                 |
| Bellis perennis            | Lleugerament amarg  | Blanc                 | Margaridoia perenne     |
| Borago officinalis         | Anisat              | Lila                  | Borratja                |
| Brassica oleracea          | Picant              | Verd                  | Col, etc.               |
| Bauhinia purpurea          | Àcid                | Morat                 |                         |
| Calendula officinalis      | Lleugerament amarg  | Groc, taronja         | Boixac                  |
| Centaurea cyanus           | Vegetal             | Blanc, rosa, blau     | Blavet                  |
| Chrysanthemum              | Fort                | Ampli rang            | Crisantem               |
| Cichorium intybus          | Herbal              | Blau                  | Xicoira                 |
| Cucurbita pepo             | Vegetal             | Groc                  | Carabassó, etc.         |
| Cymbopetalum costaricense  | Picant              | Blanc                 |                         |
| Cymbopetalum penduliflorum | Picant              | Blanc                 |                         |
| Dianthus                   | Clau dolç           | Ampli rang            | Clavell                 |
| Eruca sativa               | Picant              | Blanc                 | Ruca                    |
| Foeniculum vulgare         | Lleugerament anisat | Groc-verd             | Fonoll                  |
| Galium odoratum            | Dolç, nou, vainilla | Blanc                 | Reina dels boscos, etc. |
| Helianthus annuus          | Varia               | Groc                  | Girasol                 |
| Hemerocallis               | Vegetal, doç        | Ampli rang            | [ 5 ]                   |
| Hibiscus rosa-sinensis     | Nabiu               | Rosa, vermell         |                         |
| Lavandula                  | Dolç, perfumat      | Lavanda               | Lavanda, etc.           |
| Levisticum officinale      | Api                 | Blanc                 | Api bord                |
| Lonicera japonica          | Dolç                | De blanc a groc pàlid | Xuclamel japonès        |
| Malus                      | Floral              | De blanc a rosa       | Pomera, etc.            |
| Matricaria recutita        | Poma dolça          | Blanc                 | Camamilla               |
| Mentha                     | Menta               | Morat                 | Menta, etc.             |
| Monarda didyma             | Menta, dolç         | Ampli rang            |                         |
| Musa spp.                  | Vegetal             | Blanc, groc, rosa     |                         |
| Ocimum basilicum           | Herbal              | Blanc, lavanda        | Alfàbrega               |
| Passiflora                 | Vegetal             | Morat                 | Flor de la passió       |
| Pelargonium                | Varia               | Ampli rang            | Gerani                  |
| Phaseolus vulgaris         | Vegetal             | Morat                 | Mongeta comuna          |
| Phalaenopsis               | Aquós               | Diversos              |                         |
| Rosa                       | Perfumat            | Ampli rang            | Rosa                    |
| Rosmarinus officinalis     | Herbal              | Blau                  | Romaní                  |
| Salvia elegans             | Dolç, afruitat      | Red                   |                         |
| Salvia officinalis         | Herbal              | Morat-blau            | Sàlvia                  |
| Sambucus canadensis        | Dolç                | White                 |                         |
| Syringa vulgaris           | Varia               | Lavanda               | Lilà                    |
| Tagetes patula             | Amarg               | Groc, taronja         | Clavell de moro         |
| Tagetes tenuifolia         | Picant, herbal      | Groc                  |                         |
| Taraxacum officinale       | Dolç, melós         | Groc                  | Xicoia                  |
| Thymus                     | Herbal              | Blanc                 |                         |
| Tilia                      | Melós               | Blanc                 | Til·ler, etc.           |
| Trifolium pratense         | Dolç                | Vermell               | Trèvol de prat          |
| Tropaeolum majus           | Picant, pebre       | Ampli rang            | Caputxina               |
| Tulipa                     | Vegetal             | Ampli rang            | Tulipa                  |
| Viola odorata              | Dolç, perfumat      | Purple, white         | Viola d'olor            |
| Viola tricolor             | wintergreen         | Morat i groc          | Pensament               |
| Viola × wittrockiana       | Vegetal             | Ampli rang            |                         |